# Жерсон Сантос
Жерсон Сантос (порт. Gerson Santos, нар. 20 травня 1997, Белфорд-Рошу) — бразильський футболіст, фланговий півзахисник клубу «Фламенгу».
Виступав, зокрема, за клуби «Флуміненсе», «Фіорентіна» та «Марсель», а також збірну Бразилії.

## Клубна кар'єра
Народився 20 травня 1997 року в місті Белфорд-Рошу. Вихованець футбольної школи клубу «Флуміненсе». 28 серпня 2014 року він був включений в список 22 осіб на Південноамериканський кубок, проте на поле не виходив.
У листопаді 2014 року він уклав з командою контракт на п'ять років. Жерсон дебютував за старшу команду 22 лютого 2015 року, вийшовши на заміну в матчі Ліги Каріока проти «Васко да Гами». 10 травня 2015 року в матчі проти «Жоїнвіля» він дебютував у бразильській Серії А. 1 листопада в поєдинку проти «Васко да Гами» Жерсон забив свій перший гол за «Флуміненсе».
Влітку 2015 року Жерсон уклав контракт з італійською «Ромою», який почне діяти з 2016 року. Сума трансферу склала 17 млн. євро. 23 серпня 2016 року в матчі кваліфікації Ліги чемпіонів проти португальського «Порту» Сантос дебютував за «вовків», замінивши у другому таймі Дієго Перотті. 15 жовтня у матчі проти «Наполі» він дебютував у італійській Серії A, замінивши у другому таймі того ж таки Перотті. 5 листопада в поєдинку проти «Фіорентини» Жерсон зробив «дубль», забивши свої перші голи за «Рому». Станом на 8 січня 2018 року відіграв за «вовків» 14 матчів в національному чемпіонаті.

## Виступи за збірну
У 2015 році в складі молодіжної збірної Бразилії Жерсон взяв участь у молодіжному чемпіонаті Південної Америки в Уругваї. На турнірі він зіграв у семи матчах і зайняв з командою четверте місце. Всього на молодіжному рівні зіграв у 10 офіційних матчах.
| Дата       | Місто                | Господарі | Результат | Гості     | Турнір            | Голи | Примітки  |
| ---------- | -------------------- | --------- | --------- | --------- | ----------------- | ---- | --------- |
| 2-9-2021   | Сантьяго             | Чилі      | 0 – 1     | Бразилія  | Відбір до ЧС 2022 | -    | 46' 90+3' |
| 9-9-2021   | Сан-Лоуренсу-да-Мата | Бразилія  | 2 – 0     | Перу      | Відбір до ЧС 2022 | -    | 84'       |
| 7-10-2021  | Каракас              | Венесуела | 1 – 3     | Бразилія  | Відбір до ЧС 2022 | -    |           |
| 16-11-2021 | Сан-Хуан             | Аргентина | 0 – 0     | Бразилія  | Відбір до ЧС 2022 | -    | 79'       |
| 12-10-2023 | Куяба                | Бразилія  | 1 – 1     | Венесуела | Відбір до ЧС 2026 | -    | 79'       |
| Усього     |                      | Матчів    | 5         |           | Голів             | 0    |           |

## Досягнення
«Фламенгу»
- Чемпіон Бразилії: 2019, 2020
- Володар кубка Лібертадорес: 2019
- Переможець Ліги Каріока: 2020, 2021, 2024
- Володар Рекопи Південної Америки: 2020
- Володар суперкубка Бразилії: 2020, 2021, 2025
- Володар Кубка Бразилії: 2024